# Втори макрорегион
Втори макрорегион (на румънски: Macroregiunea 2) е един от четирите макрорегиони на Румъния, намиращ се в североизточната и югоизточната част на Румъния. Включва регионите на развитие Североизточен и Югоизточен и окръзите Бакъу, Ботошани, Браила, Бузъу, Васлуй, Вранча, Галац, Кюстенджа, Нямц, Сучава, Тулча и Яш.